# Laothoe populi
Laothoe populi es un lepidóptero perteneciente a la familia Sphingidae.

## Distribución
Se puede encontrar en la región paleártica occidental (incluyendo toda Europa) y central hasta Turquestán. En la península ibérica está ausente en la gran mayoría de la zona meridional. Se pueden distinguir dos subespecies.
- Laothoe populi populi: Europa y Rusia.
- Laothoe populi populeti: Armenia, Turquía, repúblicas del Turquestán...

## Descripción

### Huevos
Los huevos son largos, esféricos, de color verde pálido, lustrosos, puestos individualmente o en parejas en el envés de hojas de múltiples especies vegetales. Las hembras pueden poner una media de 200 huevos.

### Oruga

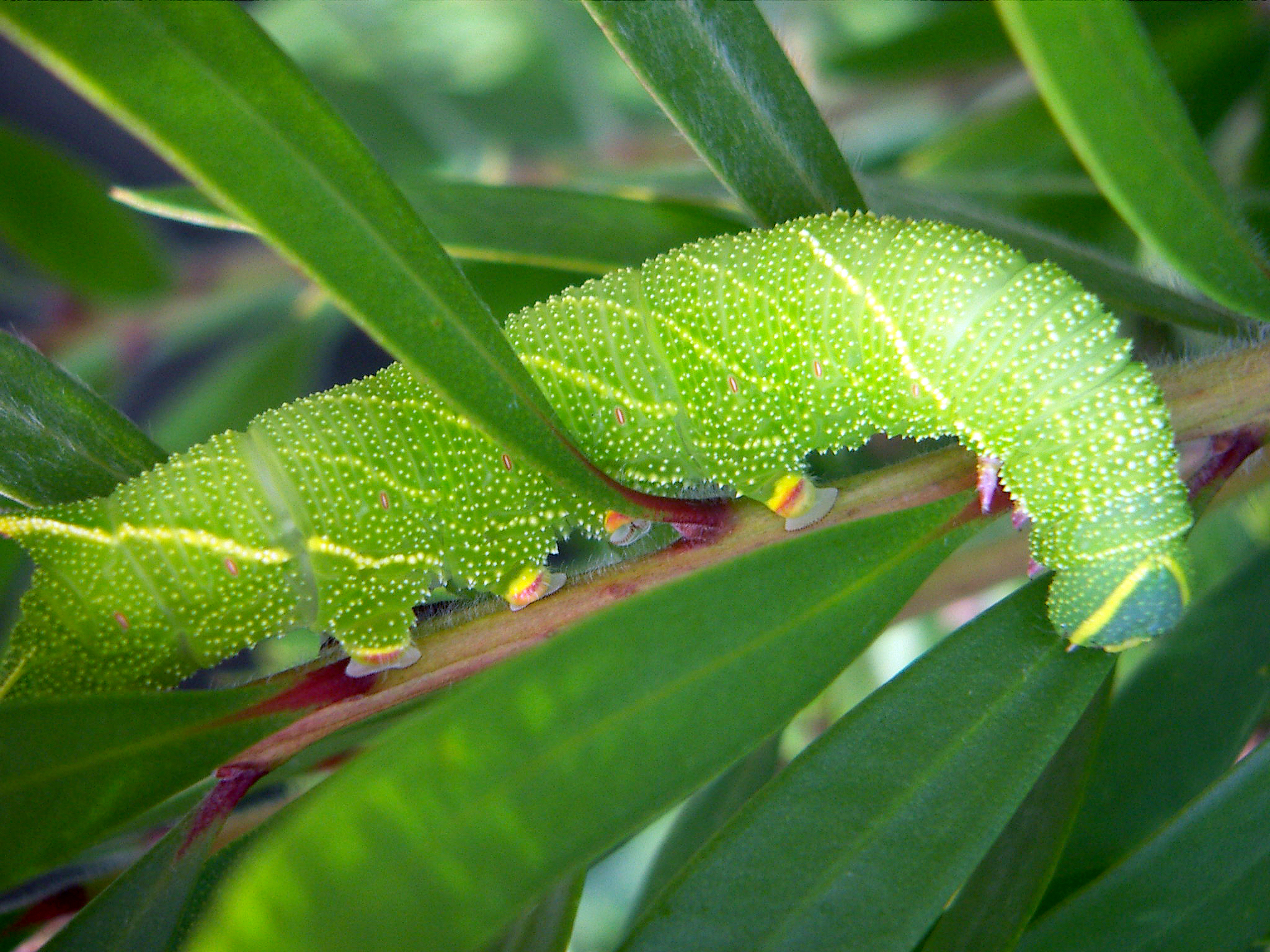
A poplar hawk-moth caterpillar

La oruga puede llegar a los 85 mm. Puede tener diferentes formas, generalmente siendo verde con manchas blancas o amarillas, con líneas oblicuas también blancas o amarillas y una última acabada en la cola, verdosa o amarillenta. Como característica principal se puede señalar su forma robusta y rechoncha.

### Pupa
Tiene unos 2 o 3 cm y presenta un cremáster corto.

### Imago

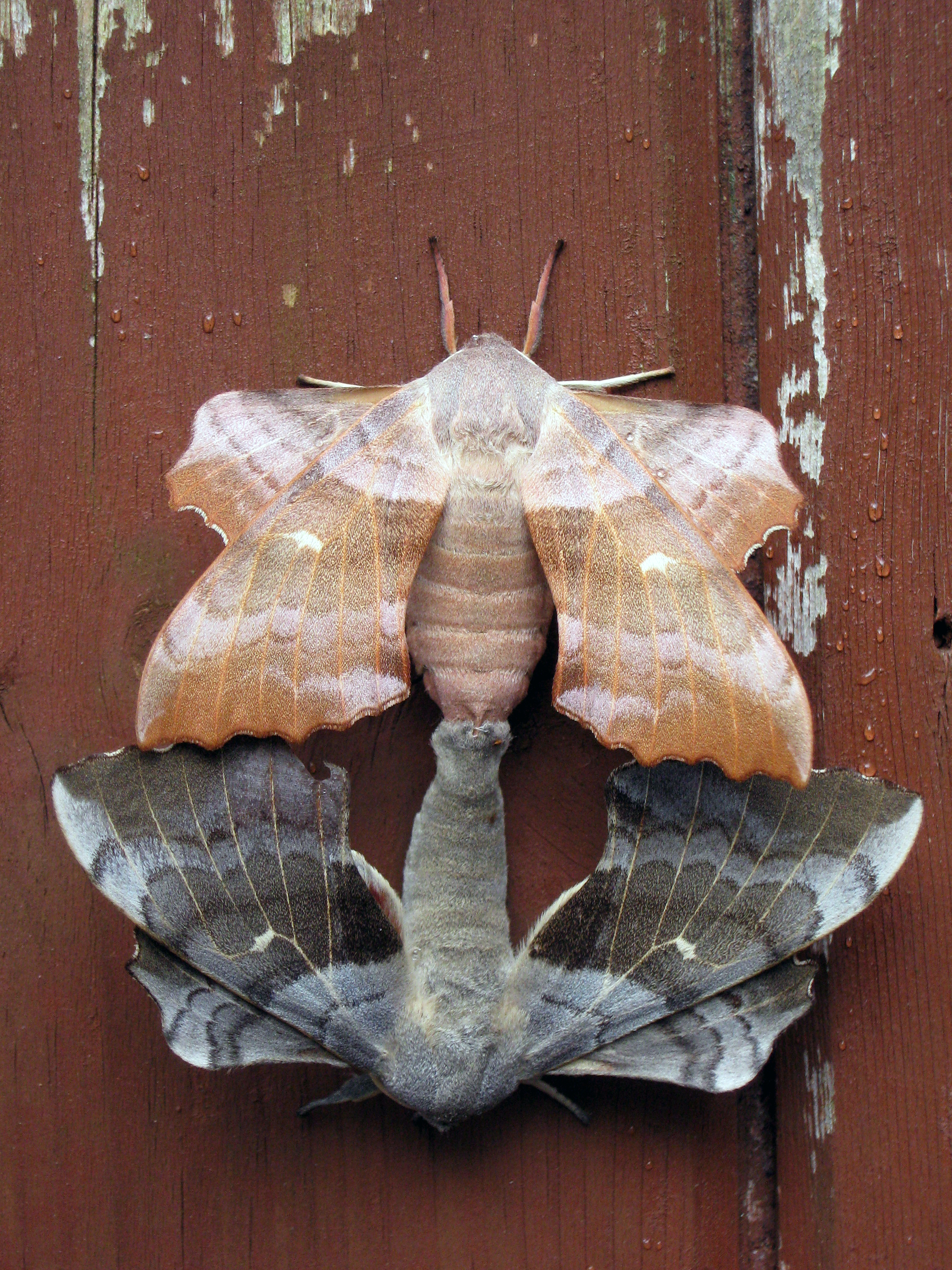
Pareja apareándose mostrando ambas variantes de color de Laothoe populi

Su envergadura alar es de unos 70 a 100 mm. La cabeza, el tórax y el abdomen son de color marrón claro. Las alas anteriores poseen diversas tonalidades marrones que forman franjas onduladas oscuras sobre fondos claros. Tiene una mancha blanca sobre la celda. Las alas posteriores tienen el mismo color, excepto en la zona basal, que es rojiza. En estado de reposo, las alas posteriores se muestran visibles sobresaliendo por la parte superior de las anteriores. Sus formas imitan las de una hoja seca.

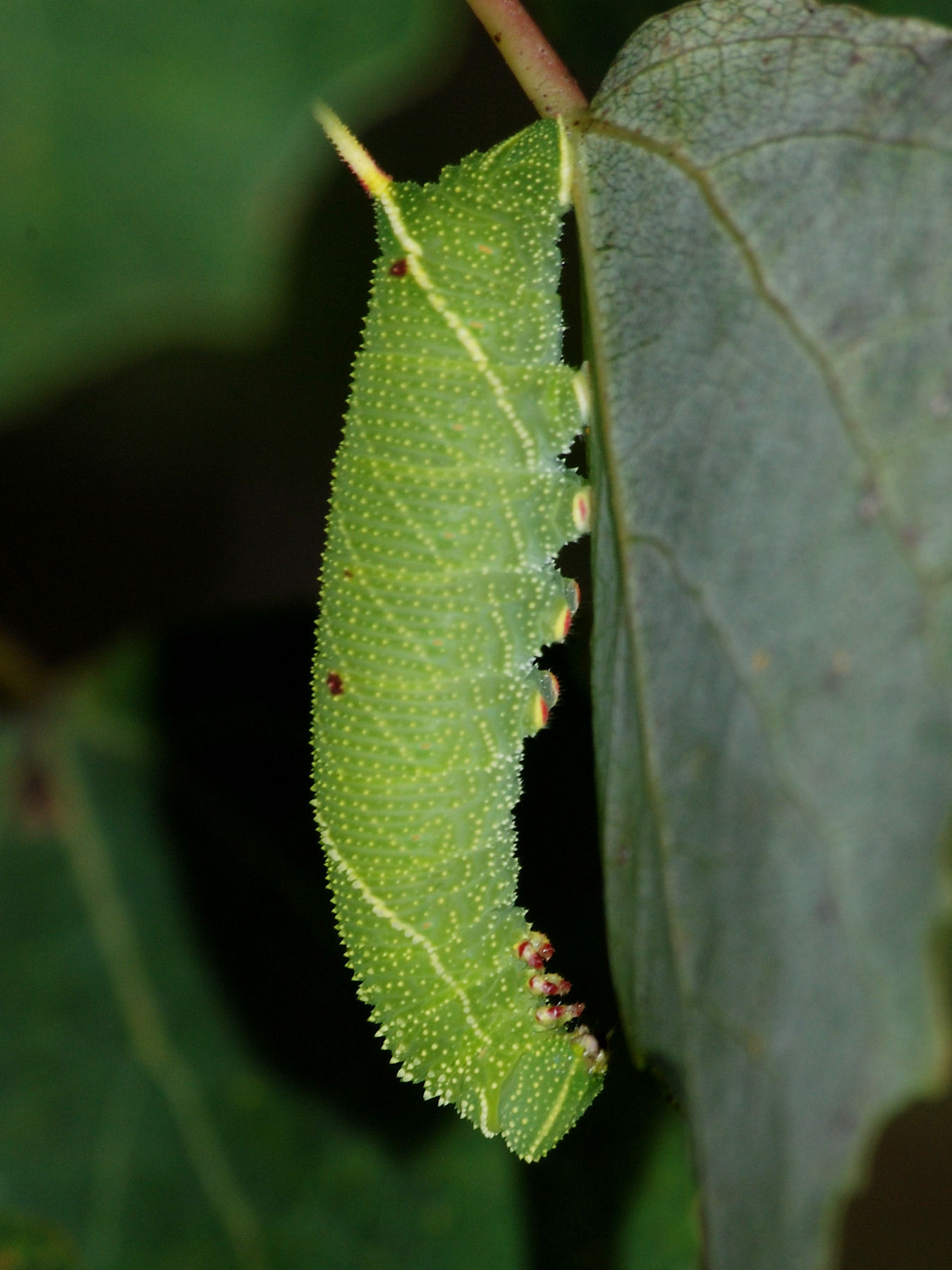
Oruga
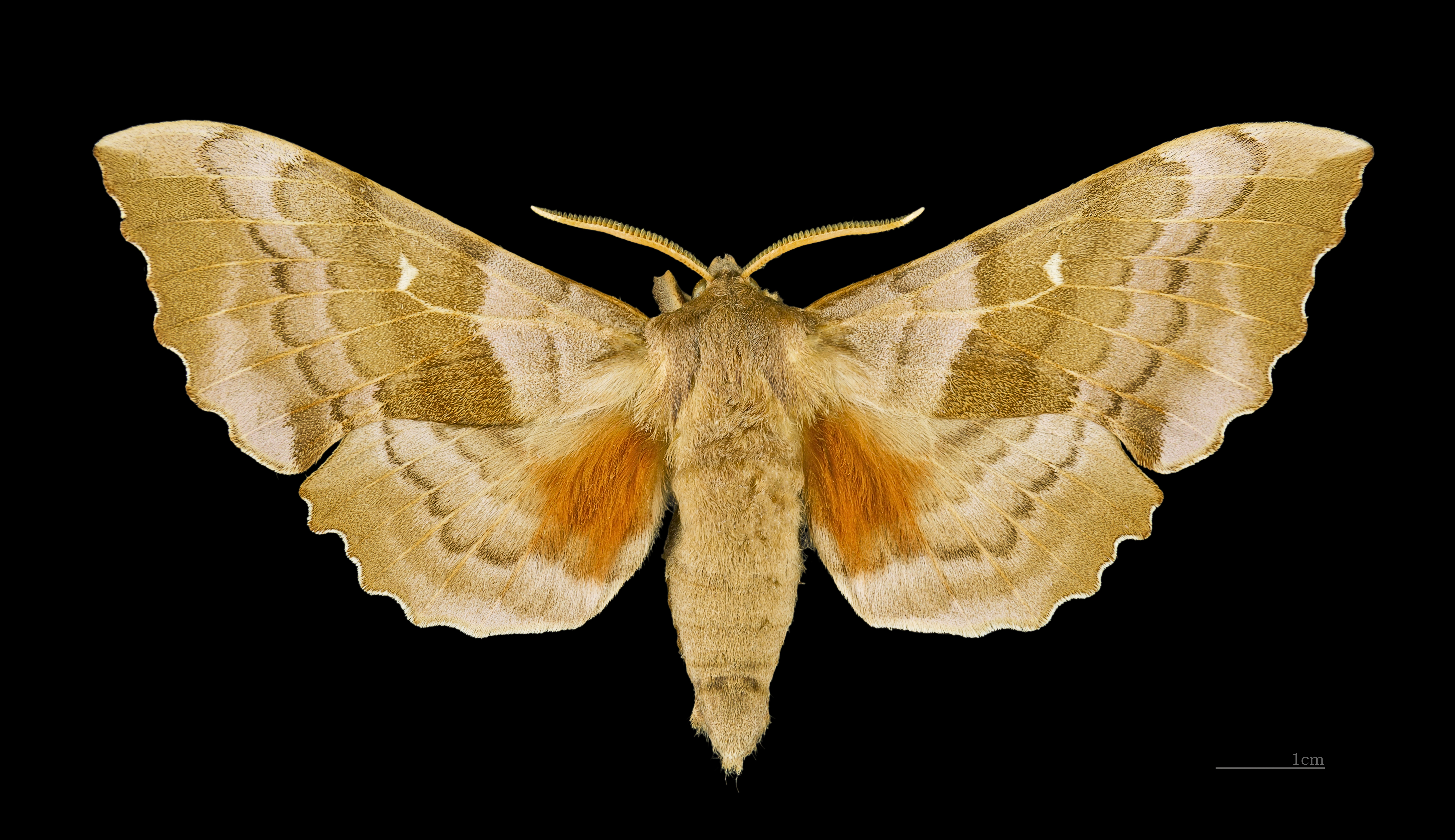
♂
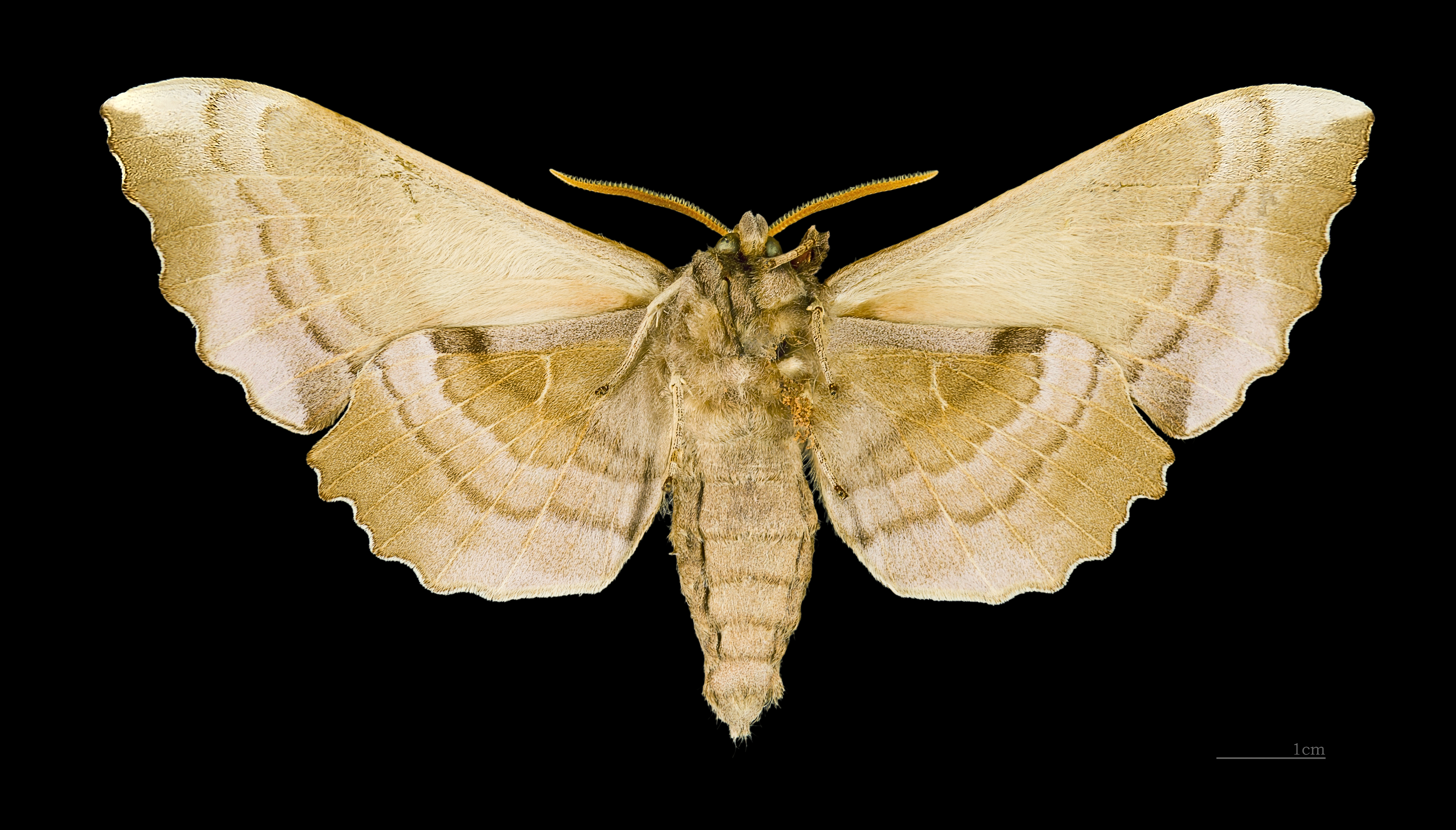
♂ △
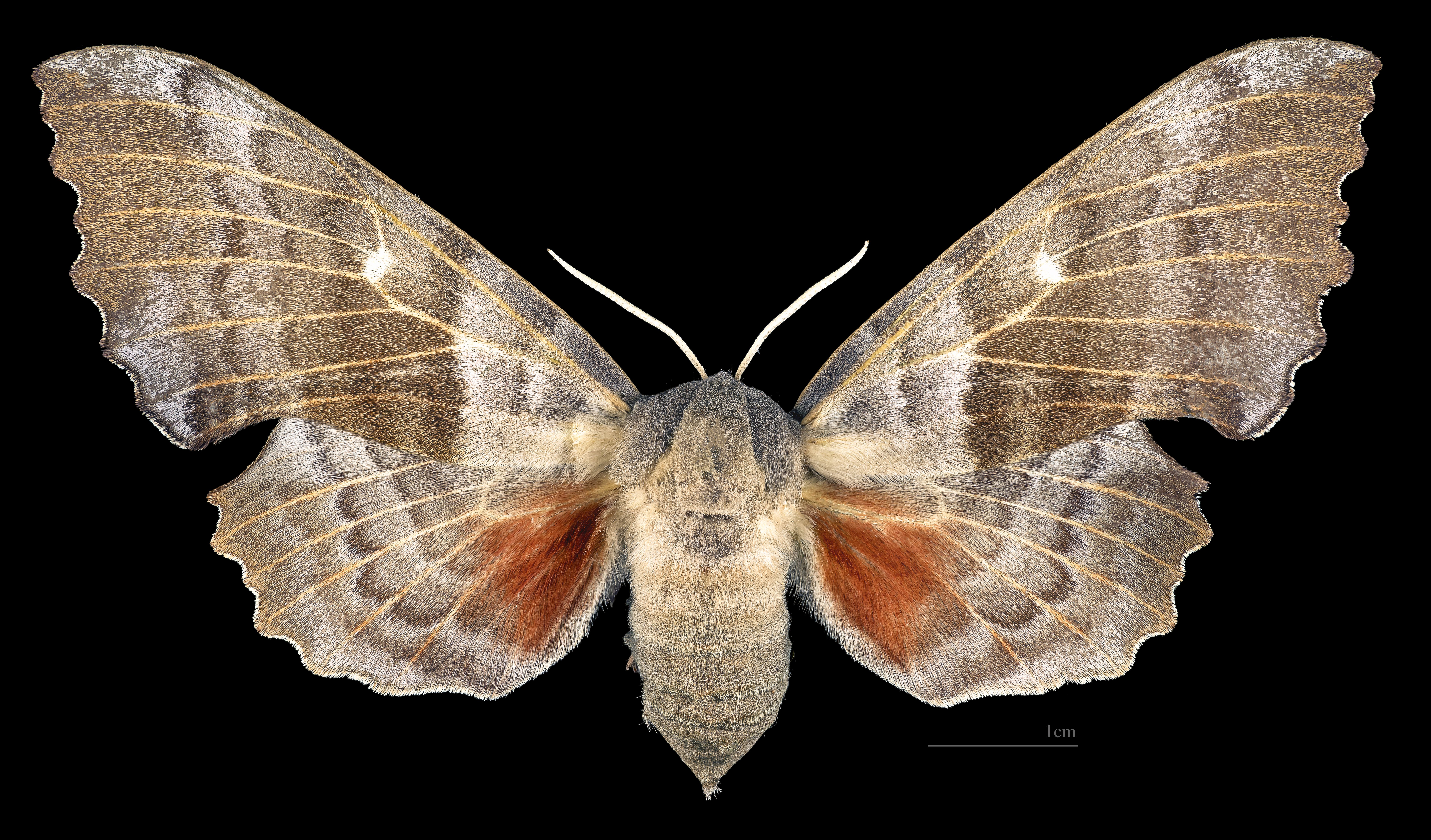
♀
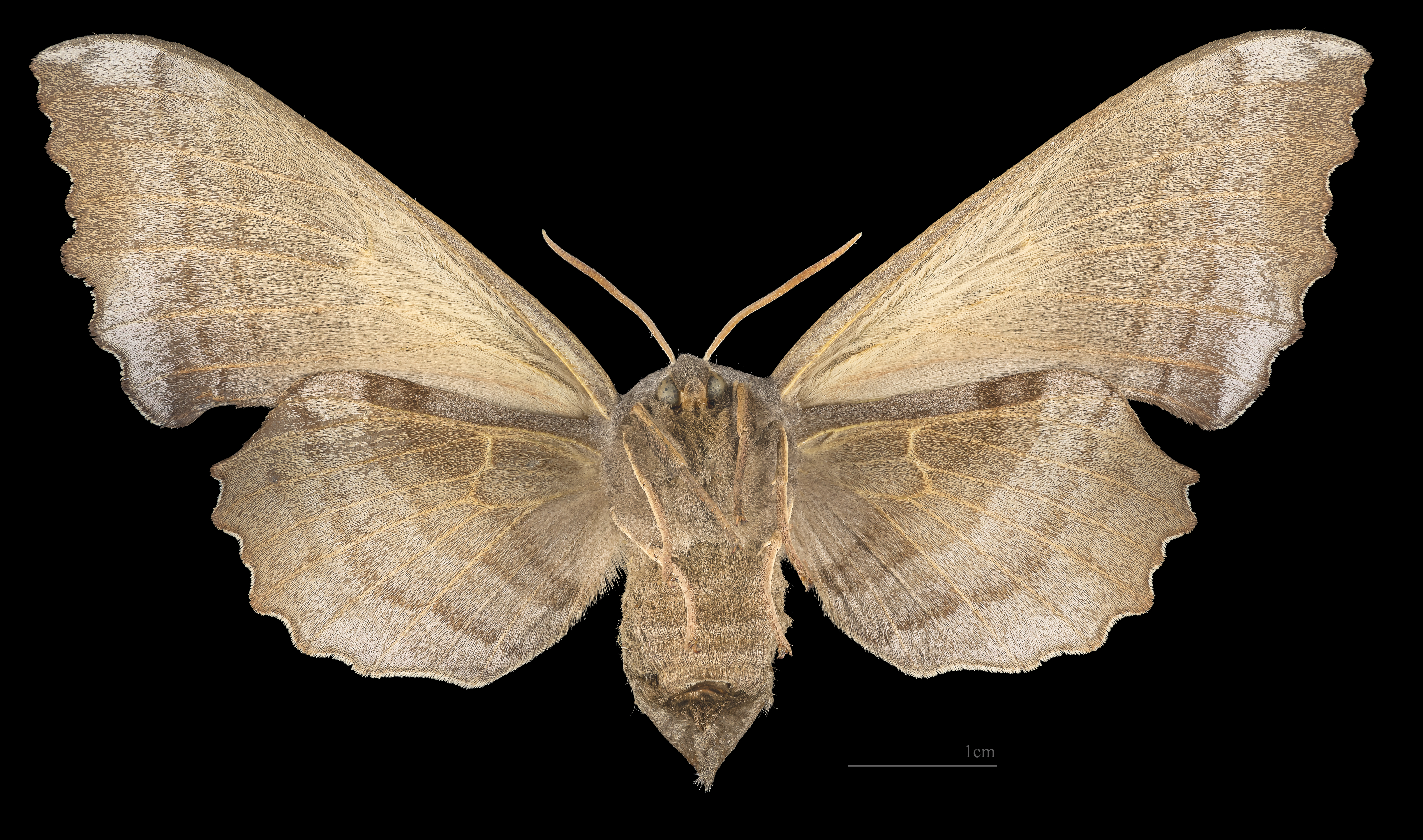
♀ △
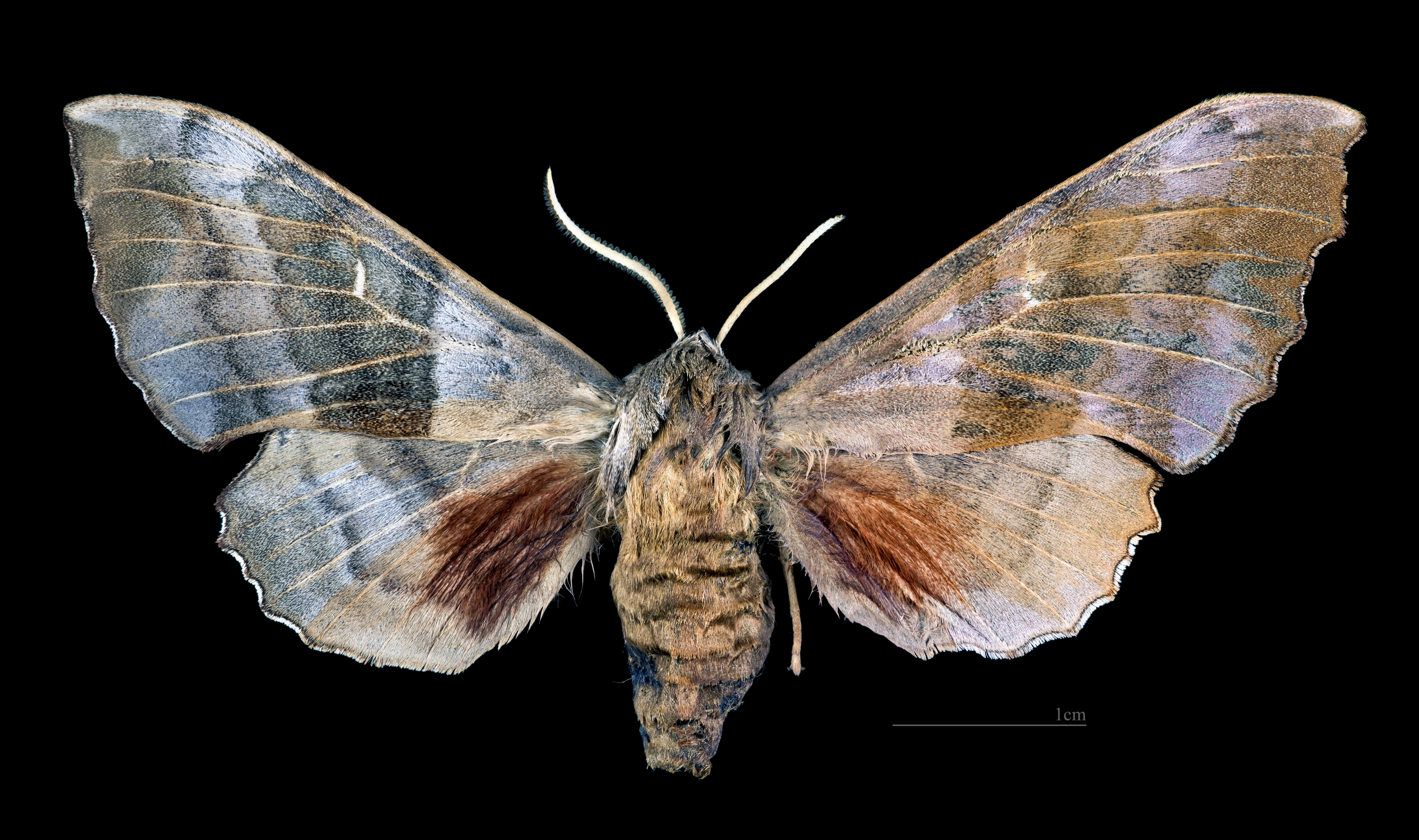
♂ ♀
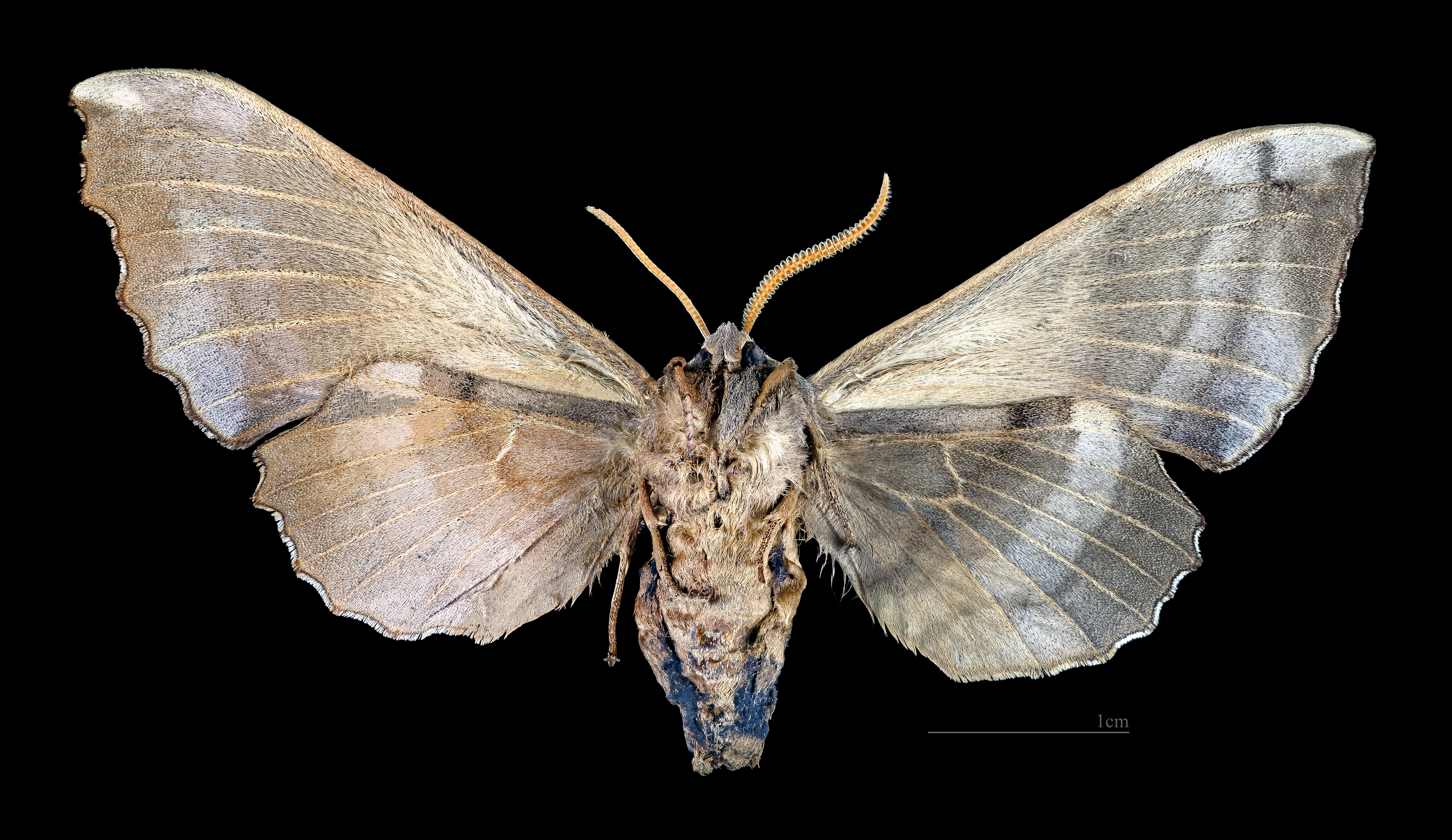
♂ ♀ △

## Hábitat
Estas polillas prefieren los lugares donde crezcan chopos o sauces, como bosques de ribera o parques. Durante el día se mantiene perfectamente oculta entre las hierbas o los troncos de los árboles. La oruga se alimenta principalmente de Populus y Salix, aunque también se puede alimentar de Fraxinus, Quercus, Betula, Alnus, Rosa, Crataegus, Cotoneaster, Malus, Laurus y, en España, también Ulmus.

## Periodo de vuelo
Generalmente, la Laothoe populi presenta dos generaciones entre mayo y septiembre.  La primera de ellas vuela a finales de primavera y la segunda durante todo el verano. En regiones más frías sólo hay una, mientras que en las más cálidas puede haber hasta tres. Realiza la hibernación como una pupa en una cápsula bajo tierra.

## Comportamiento
El imago posee una espiritrompa atrofiada, cosa que le impide consumir néctar y alimentarse. Esto hace que solo pueda vivir unos pocos días, tiempo que debe aprovechar para encontrar pareja y poner huevos. Suele ser víctima de múltiples parasitoides de la familia Ichneumonidae, Braconidae, Eulophidae, Trichogrammatidae, Scelionidae y Tachinidae.